# حارة صالح أحمد ناصر (الشيخ عثمان)
حارة صالح أحمد ناصر هي إحدى حارات حي أول مايو الواقع بمديرية الشيخ عثمان التابعة لمحافظة عدن، بلغ تعداد سكانها 4987 نسمة حسب تعداد اليمن لعام 2004.